# Körprich
Körprich ist ein Ort im Nalbacher Tal an der unteren Prims, der zur Gemeinde Nalbach im saarländischen Landkreis Saarlouis gehört und ungefähr 2000 Einwohner hat.

## Geschichte

### Mittelalter

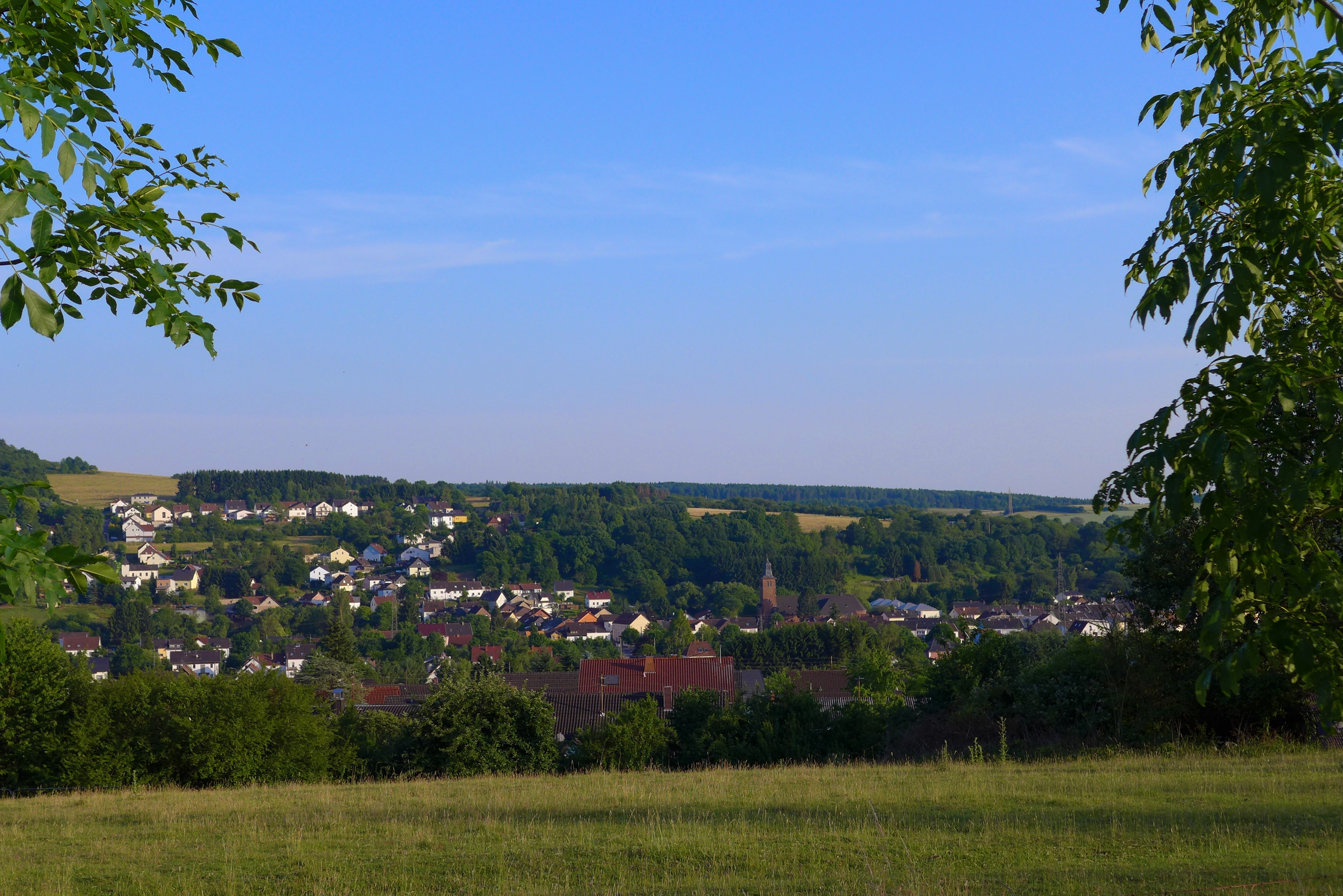
Körprich, Blick vom Homrich aus auf das Dorf

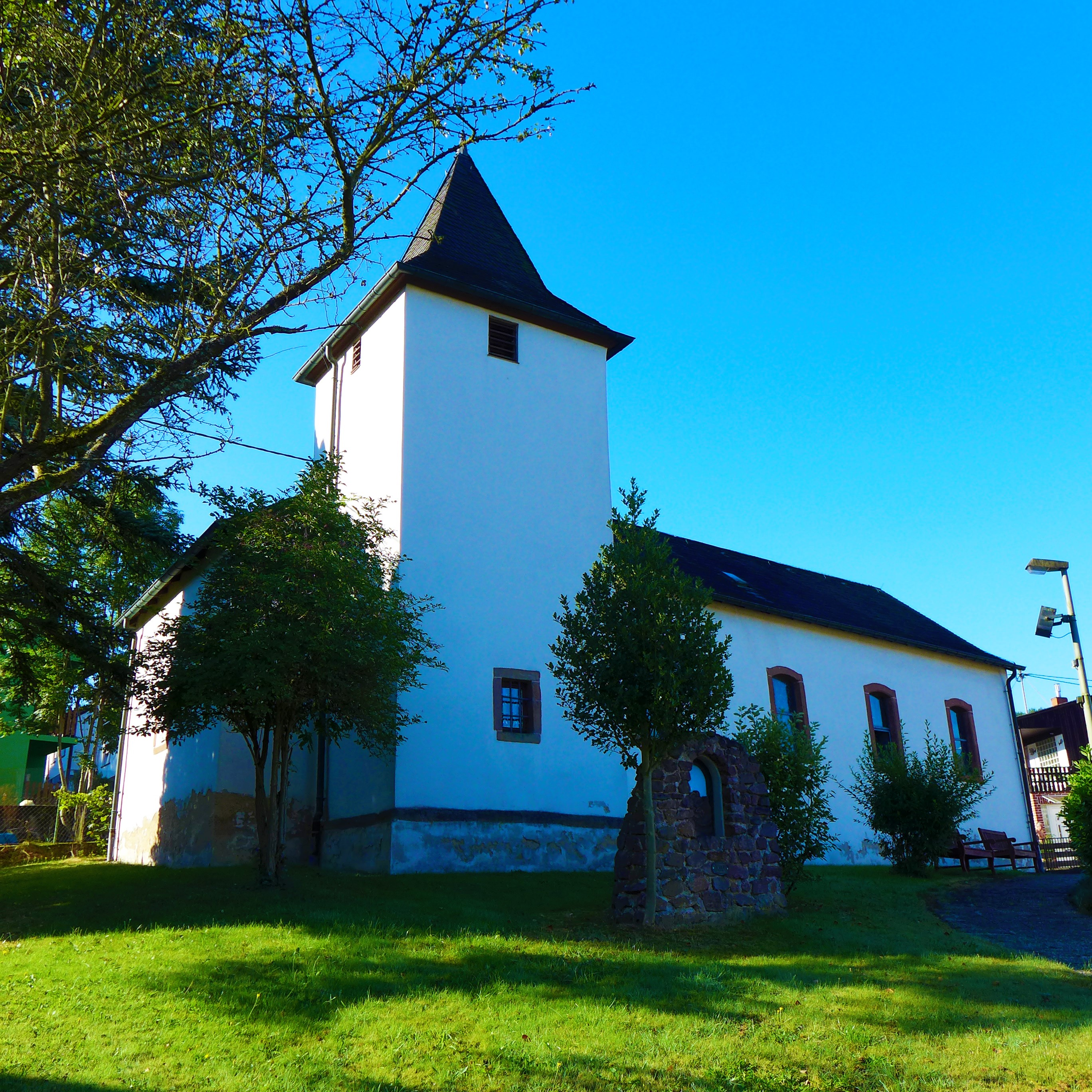
Körprich, Kapelle

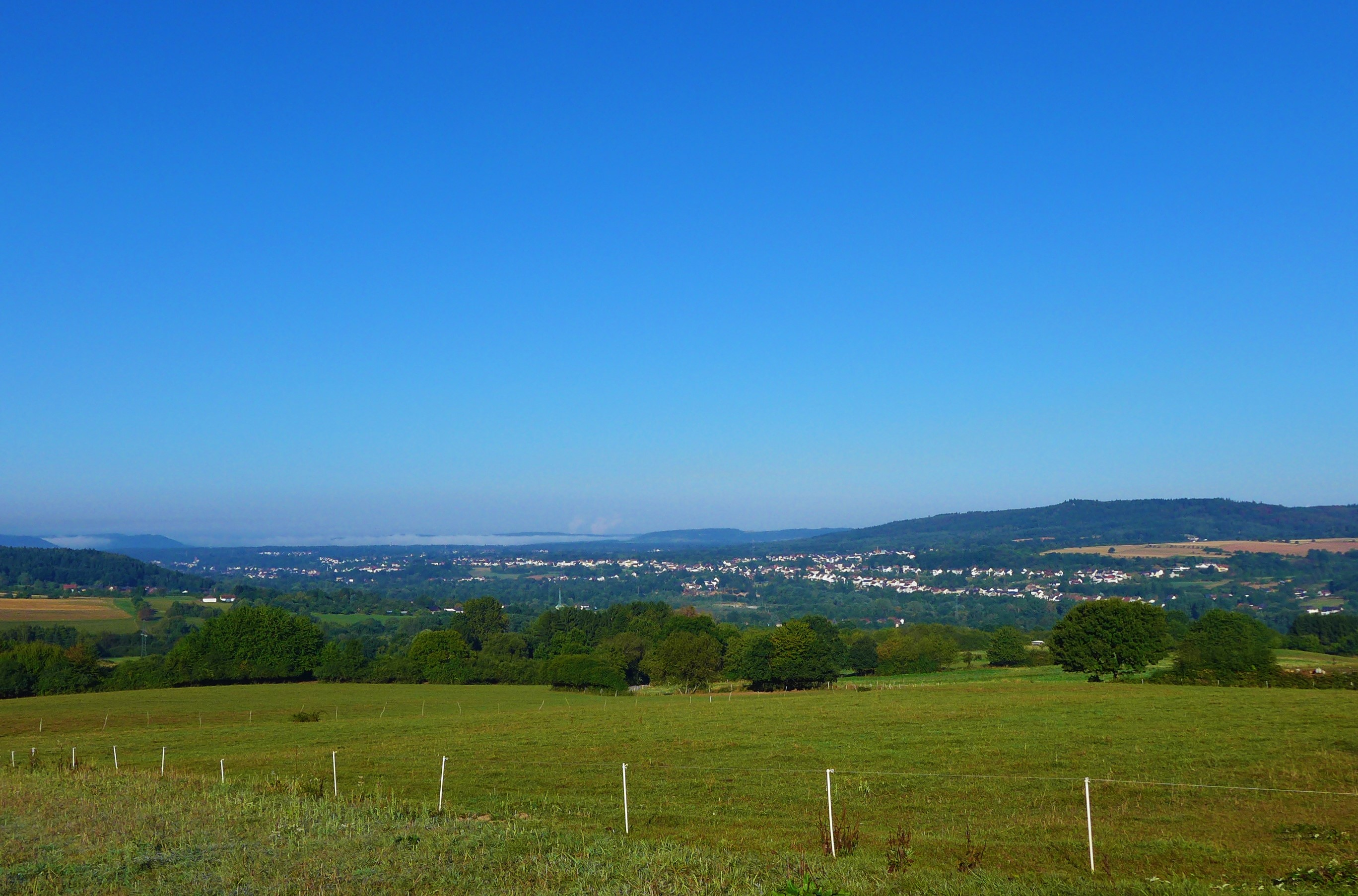
Körprich, Blick vom Hoxberg aus auf das Nalbacher Tal mit dem Litermont

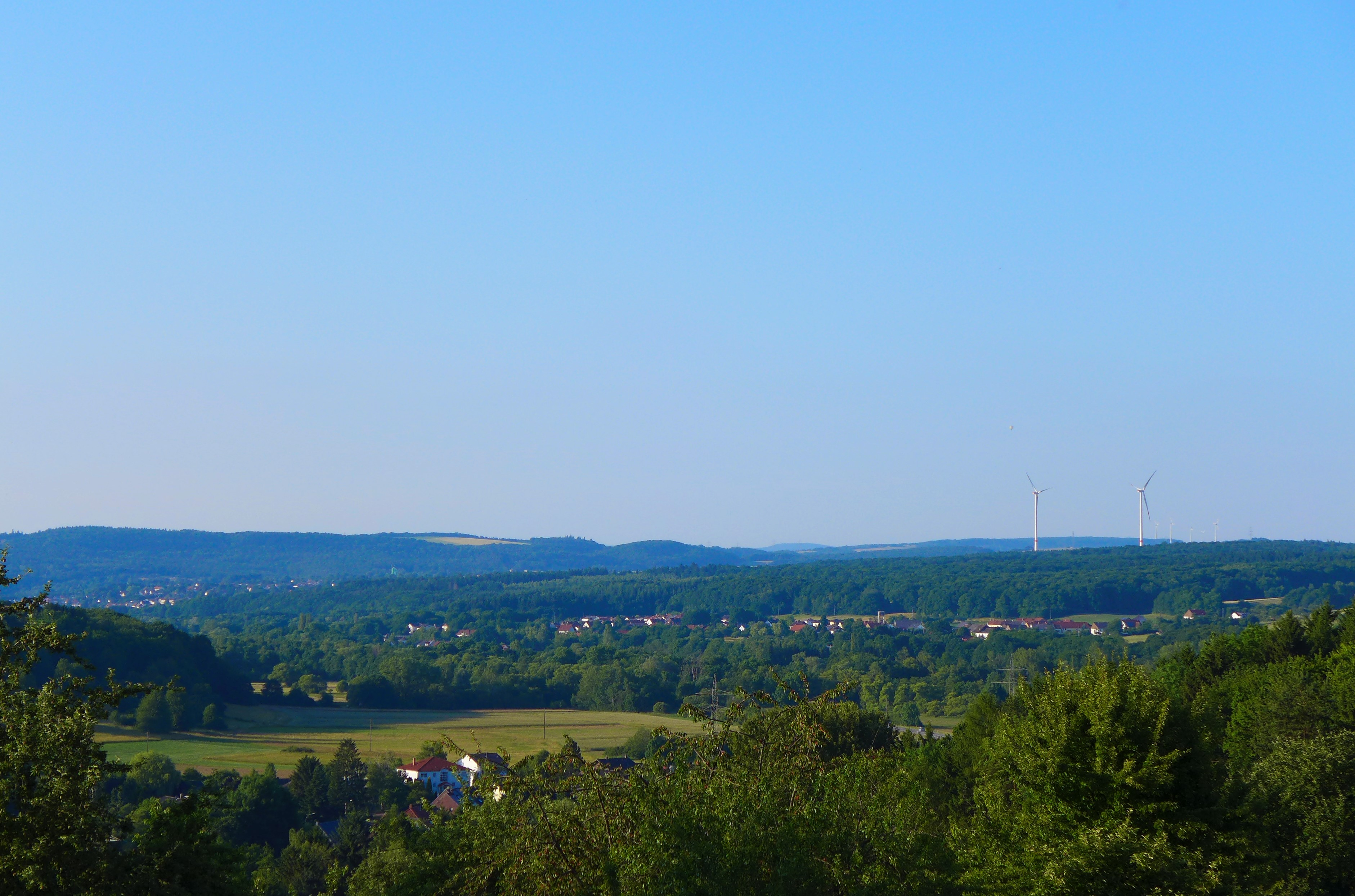
Körprich, Blick von der Hoxbergstraße ins Primstal

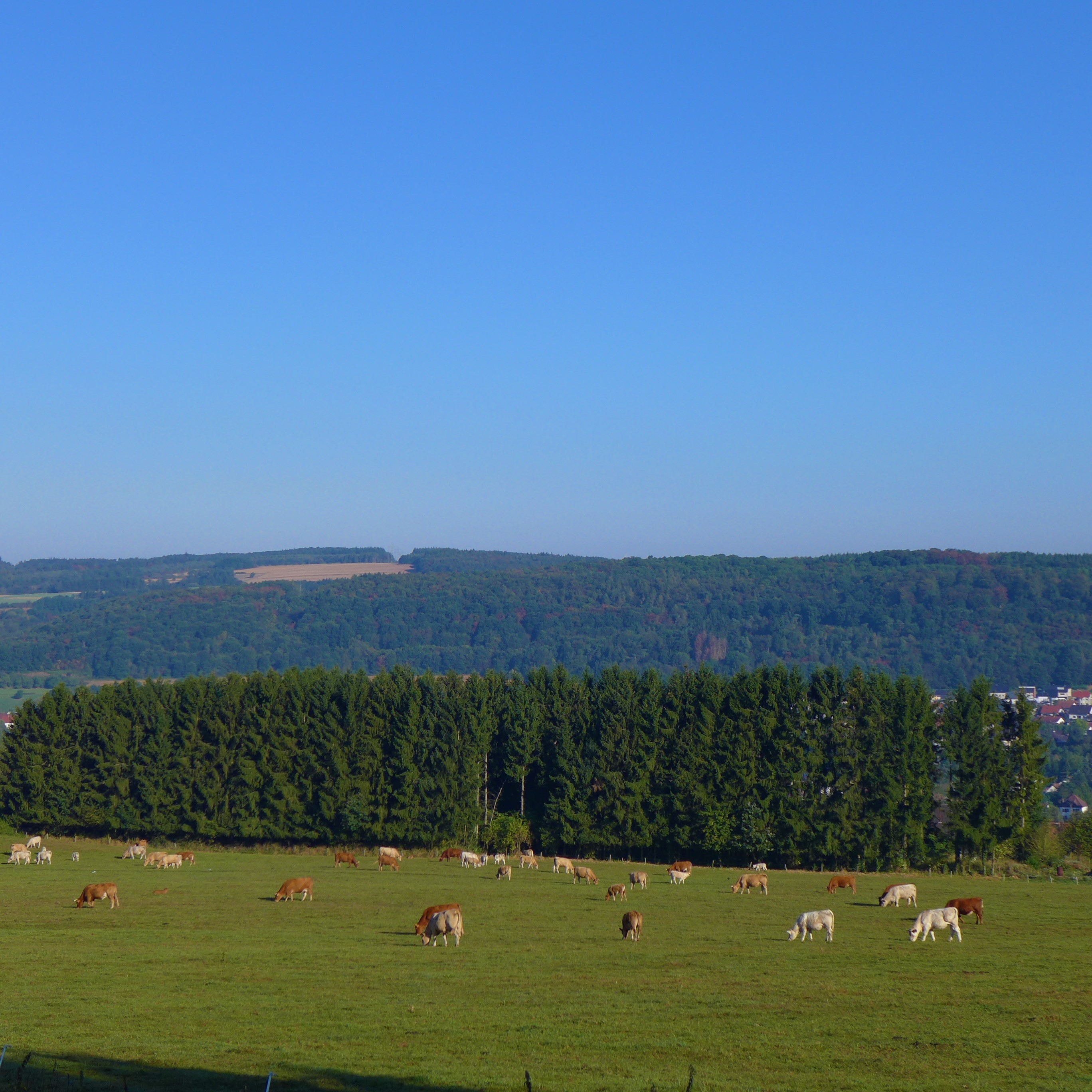
Körprich, Blick vom Hoxberg aus auf den Bupricher Wald

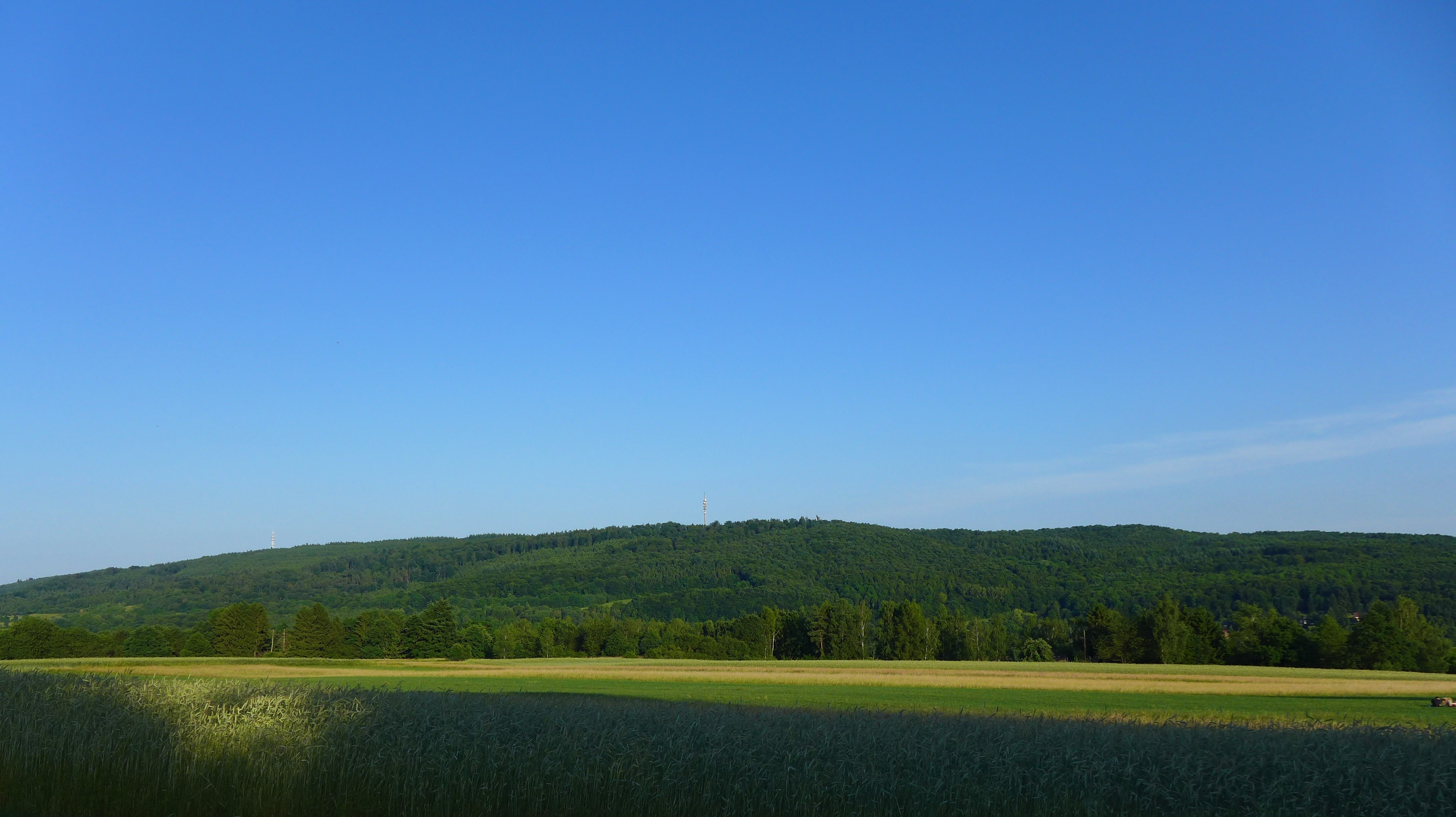
Körprich, Blick vom Homrich auf den Hoxberg

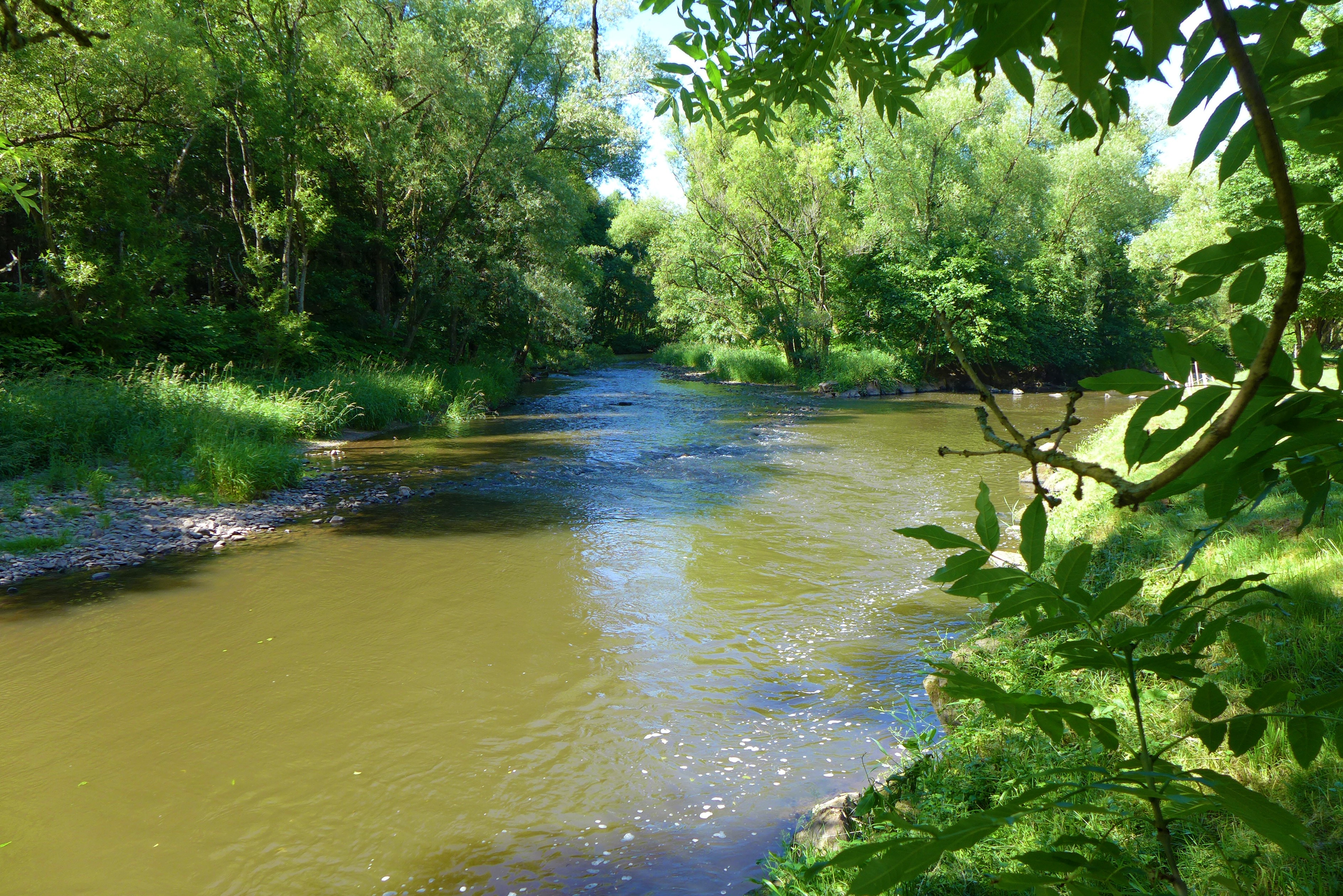
Mündung der Theel (rechts) in die Prims (links) an der Grenze der Gemarkungen von Körprich und Knorscheid

Seit seiner mittelalterlichen Gründung ist Körprich mit den Talgemeinden des unteren Primstales Bilsdorf, Diefflen und Piesbach dem Hauptort Nalbach unterstellt. Körprichs urkundliche Ersterwähnung datiert auf das Jahr 1327.
Der Ortsname leitet sich von der Körpricher Kapelle her, die dem Erzengel Michael geweiht ist. Sie war bis zur Errichtung der Dieffler Pfarrkirche St. Josef und St. Wendelin in den Jahren 1899–1900 nach der Nalbacher Pfarrkirche St. Peter und Paul das zweitgrößte Sakralgebäude des Nalbacher Tales. Die in Hanglage errichtete Körpricher Kapelle, die erstmals im Jahr 1330 in der Taxa generalis subsidiorum cleri Trevirensis urkundlich erwähnt worden war, gab dem heutigen Ort Körprich (abgeschliffene Form von „Kirchberg“) seinen Namen. Im Laufe der Geschichte kam es immer wieder zu Klagen der Bevölkerung, dass die Körpricher Kapellengemeinde durch die Nalbacher Pfarrer seelsorglich schlecht betreut sei (so 1448 und 1691). Rechtliche Angelegenheiten wurden jedes Jahr vor dem Portal der Nalbacher Kirche unter der Gerichtslinde in den sogenannten Weistümern ausgehandelt und verkündet.

### Frühe Neuzeit
Im Jahr 1530 unternahm Eisenbarth von Völklingen einen Raubzug gegen Körprich. Im ausgehenden 16. und beginnenden 17. Jahrhundert wurde der Ort vom Hexenwahn heimgesucht und es kam zu Verurteilungen und Hinrichtungen, die auf dem Nalbacher Galgenberg vollzogen wurden. Im Jahr 1611 wurde der Chor der Körpricher Kapelle neu aufgebaut.

#### Dreißigjähriger Krieg
Im Dreißigjährigen Krieg kam es im Nalbacher Tal zu schweren Verwüstungen durch schwedische, französische und kroatische Truppen. Zwei Drittel der Talbevölkerung wurden getötet oder mussten fliehen.

#### Reunionspolitik
Um das Jahr 1664 war Charles Henri Gaspard de Lenoncourt, Marquis de Blainville, Herr von Dillingen, († 1713), ein hoher lothringischer Adeliger und Gründer der Dillinger Hütte, Vogt in der kurpfälzischen Vogtei des Nalbacher Tales geworden. Er besorgte im Jahr 1681 die sogenannte Reunierung des Nalbacher Tales mit dem Königreich Frankreich unter König Ludwig XIV. Ziel dieser Reunionspolitik war es, dass Gebiete des Heiligen Römischen Reichs, die nach französischer Auffassung mit bestimmten, unter französischer Souveränität stehenden Territorien rechtlich verbunden waren, mit Frankreich „wiedervereint“ werden sollten. Auf diese Weise wurden bis 1688 große Teile des heutigen Saarlandes und seiner Nachbargebiete in den französischen Staat eingegliedert, da das Heilige Römische Reich zu einem militärischen Widerstand nicht in der Lage war (nicht zuletzt wegen des gleichzeitigen Türkenkrieges). Im Jahr 1697 erhielt das Heilige Römische Reich die französischen Reunionen im Saarland, darunter auch die Talorte mit Körprich, durch den Frieden von Rijswijk jedoch wieder zurück.

#### Auswanderungen
Aufgrund der schlechten Lebensverhältnisse im Nalbacher Tal kam es um 1750 zu einer Auswanderungswelle in das von den Türkenkriegen entvölkerte Ungarn. Die Regierung des Kaisers in Wien versuchte, Neusiedler für die verheerten Gebiete in der ungarischen Tiefebene zu werben. Mit der Versprechung von kostenlosem Acker- und Bauland, Baumaterial, Saat- und Pflanzgut für Getreide und Wein, Steuerfreiheit in den ersten Siedlungsjahren, freiem Transport mit Verpflegung und medizinischer Betreuung von den Sammelstellen bis nach Ungarn sollten Auswanderungswillige gefunden werden. Die Saarregion stellte mit 5000 Auswanderern einen nicht unbeträchtlichen Teil. Das Nalbacher Tal entließ damals 96 Bewohner vom Kleinkind bis zum Greis. Aus Nalbach kamen 36 Auswanderer, aus Piesbach 34, aus Körprich 20 und aus Bilsdorf 6. Ob Diefflen Auswanderer stellte, ist bisher unbekannt. Die Auswanderungen begannen um 1750 und zogen sich bis nach 1780 hin. Hauptschübe waren im Jahr 1751 und 1766.

#### Französische Revolution
Im Jahr 1774 wurde das Schiff der Körpricher Kapelle neu erbaut. Nachdem Frankreich im Jahr 1792 Österreich den Krieg erklärt hatte, bezog Österreich Stellung im Nalbacher Tal. In der Folgezeit kam es zu Gefechten zwischen Österreichern und Franzosen und zu Plünderungen der Talgemeinden. Im Jahr 1794 konnte das revolutionäre Frankreich das Nalbacher Tal besetzen und gliederte Körprich mit den übrigen Talgemeinden seinem Herrschaftsgebiet ein. Seit 1798 gehörte Körprich mit dem Nalbacher Tal zum Département de la Sarre (Saardepartement). Mit dem Sturz Napoleon Bonapartes war das Nalbacher Tal durch den Ersten Pariser Frieden nicht mehr Teil Frankreichs. Es unterstand einer österreichisch-bayerischen Landesadministrationskommission, die am 16. Januar 1814 mit Sitz in Kreuznach installiert worden war. Dies war als Provisorium gedacht, da noch nicht abschließend geklärt war, welcher Macht das Nalbacher Tal als Teil der zurückgewonnenen linksrheinischen deutschen Gebiete zufallen sollte. Das bedeutete, dass die östliche Banngrenze von Dillingen und Pachten und die westliche Banngrenze von Diefflen für mehr als ein Jahr zugleich Staatsgrenze war.

### Übergang zum Königreich Preußen
Nach der Rückkehr Napoleons und dessen endgültiger Niederlage bei Waterloo am 18. Juni 1815 sowie seiner Verbannung auf die Insel St. Helena wurden im Zweiten Pariser Frieden auch Dillingen und Pachten von Frankreich abgetrennt und mit dem gesamten Nalbacher Tal an das Königreich Preußen (Rheinprovinz) übergeben.
Das gesamte Nalbacher Tal war unter der preußischen Verwaltung zunächst dem Landkreis Ottweiler zugeteilt worden. Am 1. Juli 1816 kam es dann vom Landkreis Ottweiler zum Landkreis Saarlouis. Laut Volkszählung des Jahres 1821 hatte das Nalbacher Tal 335 Häuser, 375 Haushaltungen und 1950 Einwohner.
Von 1821 bis 1829 wurde das Nalbacher Tal von der Bürgermeisterei Fraulautern aus in Personalunion verwaltet, da die aus sechs Dörfern bestehende Samtgemeinde Nalbacher Tal (als Rechtsform 1815 gegründet) die Verwaltungskosten für das Bürgermeisteramt nicht aufbringen konnte. Zu der Samtgemeinde gehörten alle Nalbacher Talgemeinden. Ab 1830 ging die Bürgermeisterverwaltung des Nalbacher Tales von Fraulautern an Saarwellingen (Personalunion) über und dauerte bis zum 31. Dezember 1899 an. Dabei bildeten Nalbach und Saarwellingen eine Doppelbürgermeisterei unter der Leitung des Bürgermeisters von Saarwellingen.
Im Jahr 1876 wurde der bis dato existierende Körpricher Michaelsmarkt unterhalb der Kapelle abgeschafft. Die Kapelle wurde in den Jahren 1897/1898 vergrößert.
Bis zum Jahr 1877, als man einen hölzernen Steg über die Prims baute, überquerte man den Fluss etwas oberhalb der heutigen Straßenbrücke mit Hilfe einer Fähre. Die rechte Primsseite war damals noch nicht bebaut und wurde nur landwirtschaftlich genutzt. Da der hölzerne Steg dem Hochwasser und dem Eisgang im Winter nicht standhielt, wurde der Fährbetrieb im Jahr 1880 wieder eingeführt. Die Überfahrt betrug damals pro Person bei Normalwasser drei Pfennige und bei Hochwasser fünf Pfennige.

### 20. Jahrhundert
Infrastruktur und Wirtschaft
In den Jahren 1899–1901 wurde das Nalbacher Tal mit dem Bau der Eisenbahnstrecke Dillingen/Saar-Primsweiler an das Eisenbahnnetz angeschlossen. Damit erhielt Körprich einen eigenen Haltepunkt, obwohl der Nalbacher Bürgermeisterreirat die Verlegung der Gleise auf der rechten Primsseite gefordert hatte. Für die Gemeinden des Nalbacher Tales gab es nun einen Bahnhof Nalbach, der allerdings auf Saarwellinger Gemarkung lag und einen Haltepunkt in Körprich. Der neue Haltepunkt trug allerdings die Bezeichnung Bilsdorf und nicht Körprich. Fahrkarten konnte man zunächst nur in einer nahegelegenen Gastwirtschaft, dann in einer provisorischen Baracke erwerben. Das Bahnhofsgebäude wurde erst im Jahr 1930 errichtet. Mit dem kommunalen Zwangszusammenschluss von Körprich und Bilsdorf im Jahr 1935 wurde der Bahnhof dann in „Bahnhof Körprich“ umbenannt. Die Personenbeförderung auf der Eisenbahnstrecke Dillingen-Primsweiler wurde von der Deutschen Bundesbahn mit dem 1. Juni 1980 eingestellt. Die Strecke wird allerdings zum Güterverkehr weiter befahren.
Im Jahr 1903 erfolgte der Bau einer massiven Primsbrücke mit fünf Pfeilern und vier Bögen in Körprich. Im Jahr 1912 wurde die Straßenbahnlinie Dillingen-Diefflen-Nalbach eröffnet (1955 Stilllegung zu Gunsten von Autobussen).
Durch den Bau der Eisenbahn konnte im Jahr 1901 in Körprich auch eine größere Dampfziegelei errichtet werden. Die Produktion des Unternehmens schloss im Jahr 1966. In den 1980er Jahren wurden die Produktionsgebäude mit den Schornsteinen gesprengt.
Erster Weltkrieg
Im Ersten Weltkrieg starben 20 Körpricher Soldaten.

#### Saargebiet
Durch den Friedensvertrag von Versailles wurde Körprich mit dem Nalbacher Tal als Teil des Saargebietes ab 1920 dem Völkerbund unterstellt und kehrte erst 1935 nach der Volksabstimmung vom 13. Januar zum Deutschen Reich zurück.
Der Anschluss Körprichs an das elektrische Stromnetz erfolgte in den Jahren 1920 bis 1923. Eine eigene Körpricher Pfarrkirche wurde im Jahr 1926 errichtet. Im selben Jahr wurde eine zentrale Wasserleitung mit Hausanschlüssen gebaut.

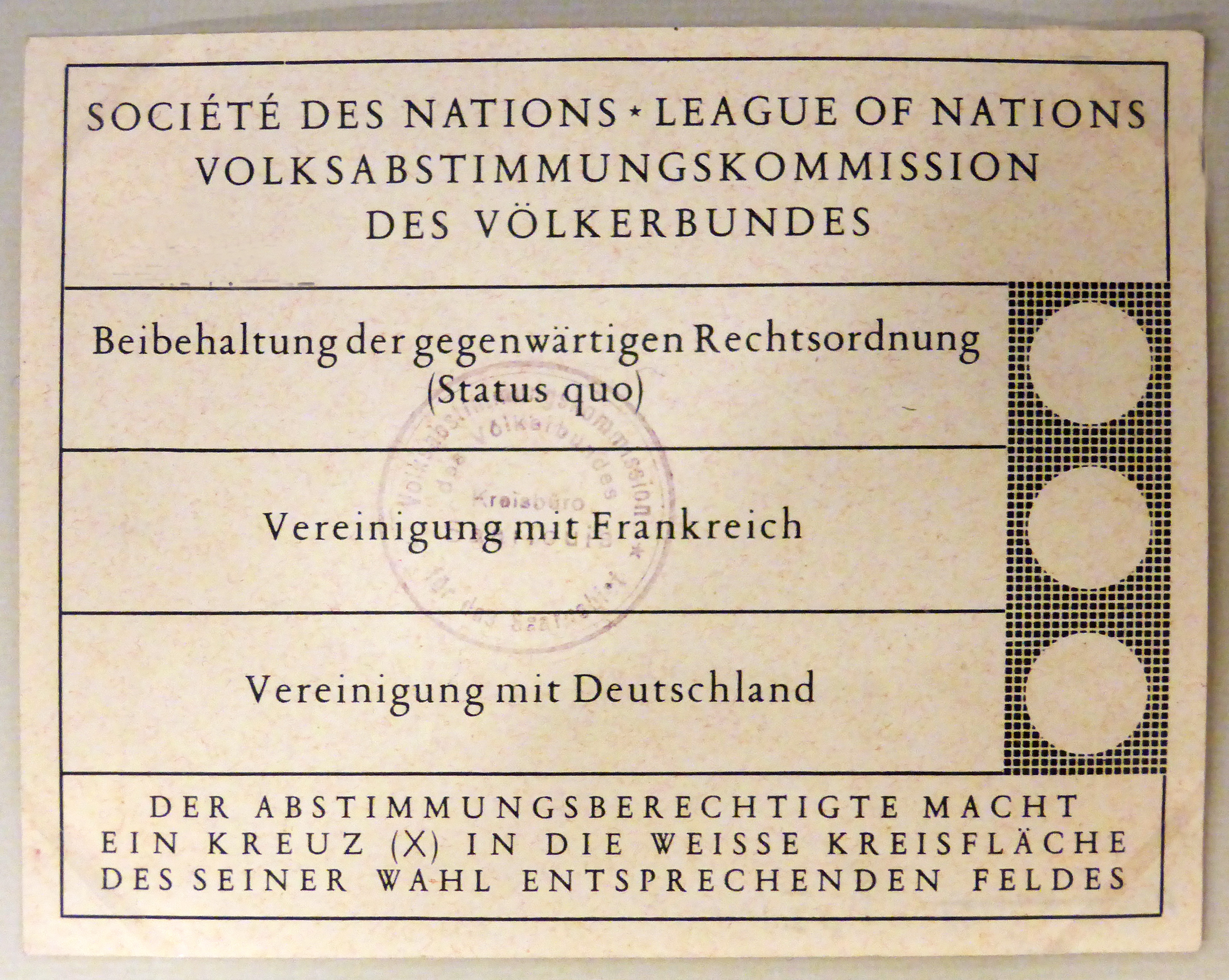
Stimmzettel zur Saarabstimmung 1935

Für die Gesamtgemeinde Nalbach mit Diefflen, Piesbach, Bildsorf und Körprich waren die Ergebnisse der Volksabstimmung vom 13. Januar 1935 folgendermaßen:
- Stimmberechtigte: 6.191
- Abgegebene Stimmen: 6.140
- Gültige Stimmen: 6.105
- Weiße Stimmzettel: 23
- Ungültig gemachte Stimmzettel: 12
- Für den Anschluss an die Französische Republik stimmten: 13 (= 0,2 %)
- Für den Status quo stimmten: 705 (= 11,6 %)
- Für die Rückgliederung an das Deutsche Reich stimmten: 5.387 (= 88,2 %)

#### Nationalsozialismus und Zweiter Weltkrieg

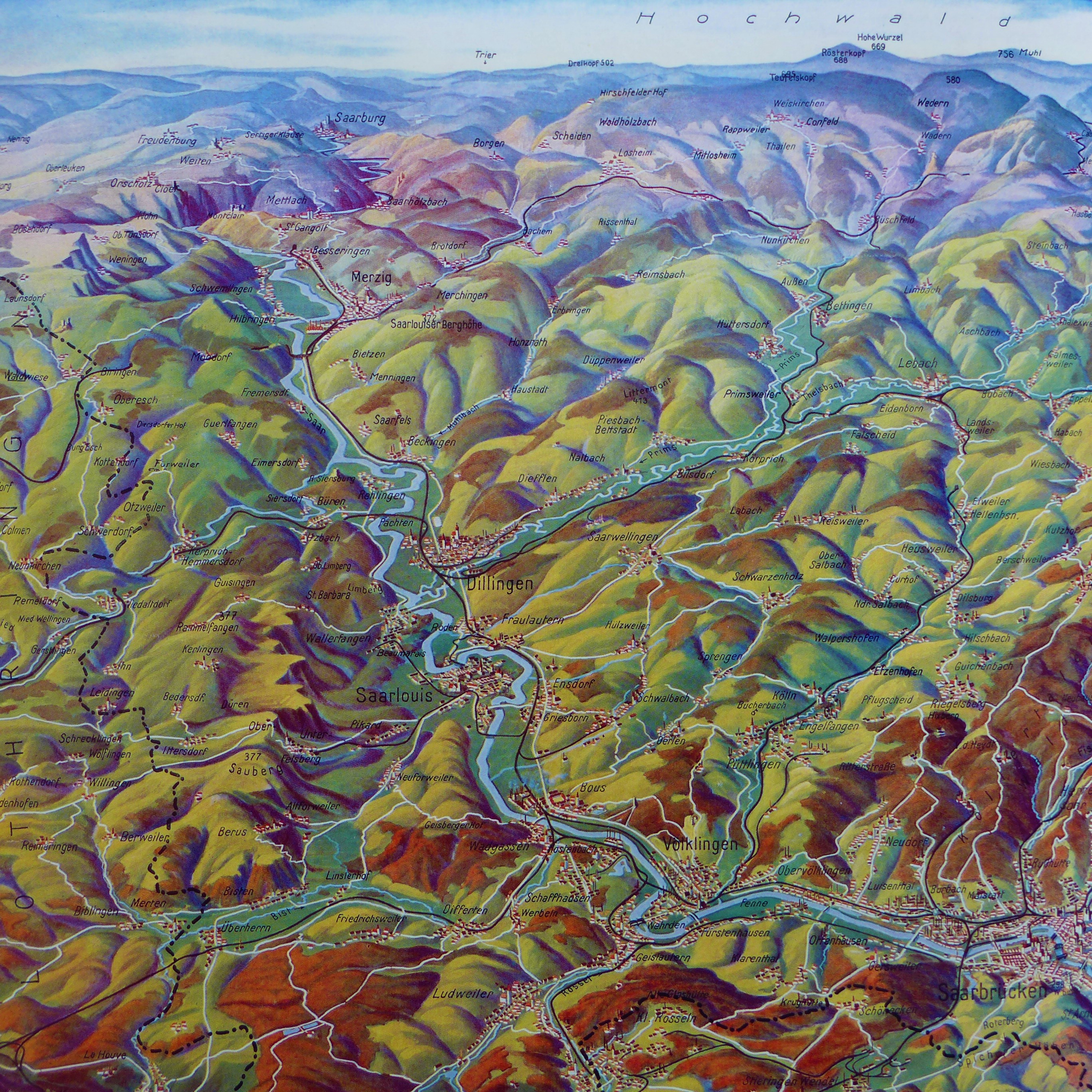
Körprich auf der Panoramakarte „Die Deutsche Saar“ zur Saarabstimmung 1935, ca. 1934, hrsg. vom Rheinischen Verkehrsverein e. V. Bad Godesberg und vom Pfälzischen Verkehrsverein e. V. Ludwigshafen, ca. 1:100.000, 72 cm × 46 cm, Stadtarchiv Saarlouis

Gemäß dem Ergebnis der Volksabstimmung vom 13. Januar 1935 wurde Körprich mit dem 1. März 1935 wieder Teil des Deutschen Reiches. Im Jahr 1937 wurde in Vorbereitung auf den Zweiten Weltkrieg die Entlastungsstraße Körprich-Dillingen errichtet. Sie sollte dazu dienen, Truppenteile der Wehrmacht aus dem Reich schnellstmöglich an die naheliegende französische Grenze zu transportieren. Ebenfalls zur Vorbereitung des Krieges wurde in den Jahren 1938/1939 ein Teilabschnitt des Westwalls im Gemeindegebiet errichtet. Aus allen Teilen Deutschlands wurden Soldaten und Zivilarbeiter in Körpricher Wohnhäusern einquartiert. Errichtet wurde ein Befestigungswall aus Betonbunkern, Höckerlinien und Panzergräben vom Hoxberg quer durch den Ort in Richtung Piesbach und Litermont. Am 1. April 1937 wurde unter der nationalsozialistischen Regierung Bilsdorf an Körprich angeschlossen und hieß jetzt amtlich „Körprich II“. Die als Zwangsvereinigung empfundene „Kommunalehe“ wurde am 1. Juli 1951 wieder aufgelöst.
Mit dem Kriegsausbruch am 1. September 1939 wurde für Körprich kein Räumungsbefehl gegeben, da es außerhalb der Roten Zone lag. Im Nalbacher Tal wurde nur Diefflen evakuiert.
Am 1. Dezember 1944 gab die Verwaltung für Körprich und die übrigen Talgemeinden den Räumungsbefehl, da die Westfront die Kreisstadt Saarlouis erreicht hatte. Der Evakuierung nach Oberbayern, Franken und in den Hunsrück kamen zahlreiche Körpricher in der Hoffnung, sich von den US-Truppen überrollen zu lassen, nicht nach. Im Winter 1944/1945 kam es durch amerikanische Truppen zum Dauerbeschuss und zu Tieffliegerangriffen. Um die amerikanischen Truppen aufhalten zu wollen, sprengten deutsche Truppen im März 1945 die Körpricher und die Nalbacher Brücke über die Prims. Der Plan der US-Amerikaner, Dillingen und das untere Primstal flussaufwärts erobern zu können, scheiterte am schweren Widerstand der Wehrmacht. Dabei wurden Saarlouis, Roden, Fraulautern und Dillingen durch Beschuss vom Limberg aus und bei Häuserkämpfen aufs Schwerste zerstört. Daraufhin fassten die US-Truppen den Beschluss, das Nalbacher Tal von Norden und Osten her einzunehmen. Körprich wurde von Lebach kommend eingenommen, nachdem die Wehrmachttruppen die Bunker aufgegeben hatten und sich ins noch unbesetzte Reichsgebiet abgesetzt hatten. Zuvor hatten sie die Brücke über die Prims gesprengt und das Gebiet vermint. Am 19. März 1945 waren alle Talgemeinden von US-Truppen erobert und damit vom Nationalsozialismus befreit. Die Verminung der Wehrmacht hatte zur Folge, dass noch nach dem Waffenstillstand drei Körpricher von explodierenden Minen im Frühling 1945 zerfetzt wurden. In der zweiten Jahreshälfte 1945 lösten die Franzosen die US-Amerikaner bei der Besetzung des Nalbacher Tales ab.
107 Söhne des Ortes waren in den Kämpfen des Krieges als Soldaten gestorben. Von der Zivilbevölkerung waren acht tote Menschen zu beklagen.

#### Saarstaat
Mit dem Inkrafttreten der Verfassung des Saarlandes am 15. Dezember 1947 wurde Körprich Teil des Saarstaates. Die von der Wehrmacht in den letzten Kriegstagen gesprengte Primsbrücke wurde nacheinander durch zwei hölzerne Notbrücken ersetzt. Erst in den Jahren 1949 bis 1950 errichtete man eine neue Betonbrücke mit breiterer Fahrbahn.
Am 23. Oktober 1954 war zwischen dem deutschen Bundeskanzler Konrad Adenauer und dem französischen Ministerpräsidenten Pierre Mendès France das Abkommen zwischen den Regierungen der Bundesrepublik Deutschland und der Französischen Republik über das Statut der Saar ausgehandelt worden. Bis zum Abschluss eines Friedensvertrages mit Deutschland sah das Abkommen die Unterstellung des Saarlandes unter einen Kommissar der Westeuropäischen Union vor. Dieser sollte das Land nach außen vertreten. Die saarländische Regierung unter Ministerpräsident Johannes Hoffmann (Politiker, 1890) sollte jedoch weiter für die inneren Angelegenheiten zuständig und die wirtschaftliche Anbindung an Frankreich erhalten bleiben. Allerdings war auch eine engere wirtschaftliche Vernetzung mit der Bundesrepublik vorgesehen.

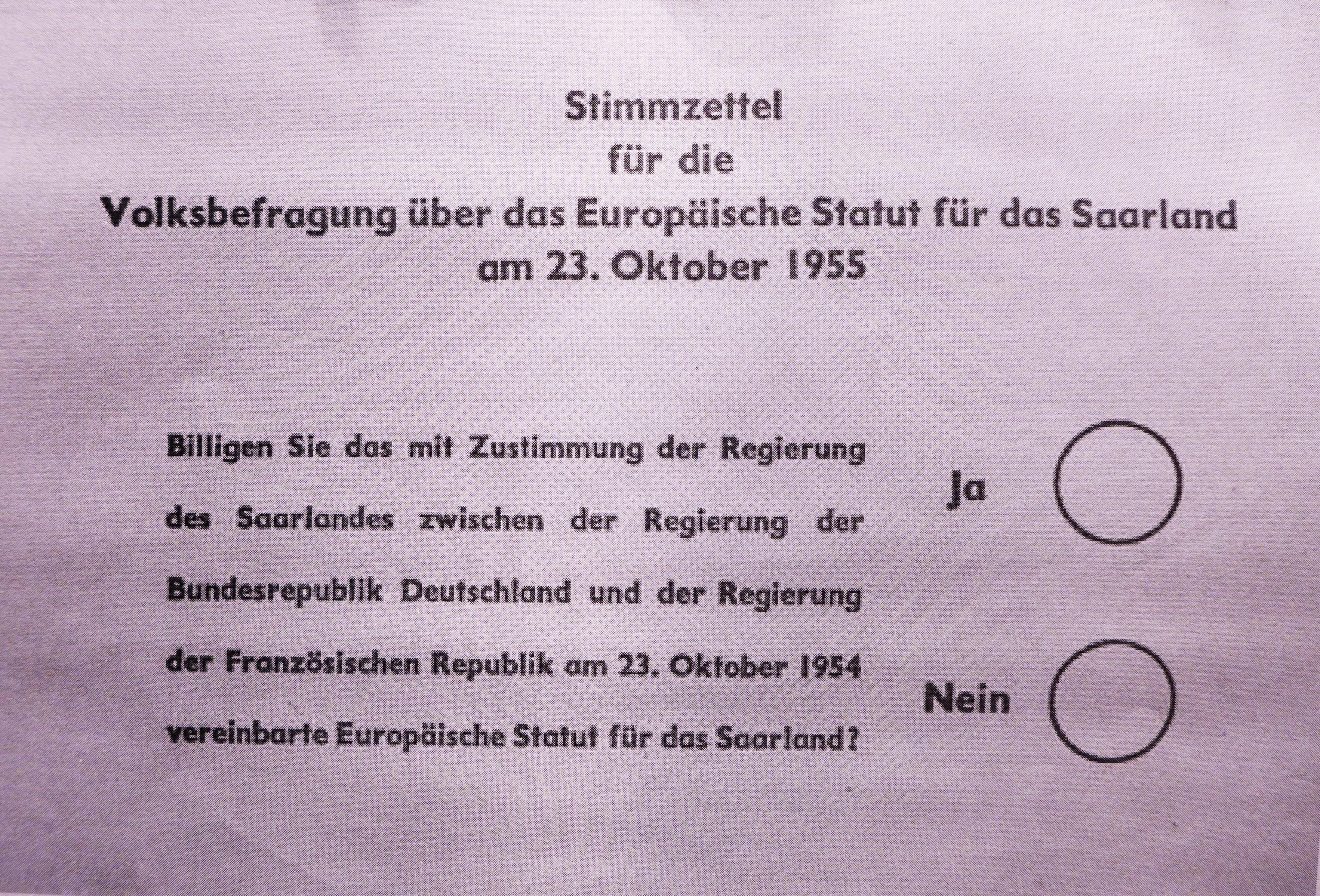
Stimmzettel für die Volksbefragung über das Europäische Statut für das Saarland am 23. Oktober 1955

Bei der Volksabstimmung zum Abkommen am 23. Oktober 1955 über das europäisches Statut des Saarlandes stimmten die Nalbacher Talgemeinden folgendermaßen ab:
- Nalbach: 569 Wahlberechtigte stimmten mit Ja; 1322 Wahlberechtigte stimmten mit Nein.
- Diefflen: 1151 Wahlberechtigte stimmten mit Ja; 1447 Wahlberechtigte stimmten mit Nein.
- Piesbach: 392 Wahlberechtigte stimmten mit Ja; 649 Wahlberechtigte stimmten mit Nein.
- Bilsdorf: 247 Wahlberechtigte stimmten mit Ja; 293 Wahlberechtigte stimmten mit Nein.
- Körprich: 229 Wahlberechtigte stimmten mit Ja; 689 Wahlberechtigte stimmten mit Nein.

(Der saarländische Landesdurchschnitt der Nein-Sager lag bei 67,7 %.) Durch die darauf folgenden Verhandlungen und den Luxemburger Vertrag vom 27. Oktober 1956, in dem Frankreich der Rückgliederung des Saarlandes unter westdeutsche Hoheit zustimmte, wurde die Gemeinde Körprich zum 1. Januar 1957 politisch und am 6. Juli 1959 („Tag X“) wirtschaftlich der Bundesrepublik Deutschland angeschlossen.

#### Bergrutsch am Hoxberg
Im Winter 1965/1966 kam nach starken Regenfällen der Hoxberg ins Rutschen. Bei dem langsamen, mehrere Tage andauernden Hangrutsch wurden in Körprich 18 Häuser in der Waldstraße zerstört. Das Rutschgebiet hatte eine Länge von 500 m und eine Tiefe in den Erdboden von 4 m. Insgesamt waren etwa 200.000 Kubikmeter Erdreich in Bewegung geraten. Die Waldstraße verschwand auf ca. 50 m unter einer zwei bis drei Meter hohen Schlammschicht. Um das Weihnachtsfest 1965 mussten die betroffenen Häuser wegen Einsturzgefahr baupolizeilich geräumt werden. Die Waldstraße wurde aus Sicherheitsgründen nicht wieder zur Bebauung freigegeben.
Für den Hangrutsch lassen sich mehrere Gründe angeben: Die hier anstehenden Breitenbacher Schichten weisen am Abrutschhang eine hangparallele Neigung auf. Sie können sehr leicht große Mengen von Wasser aufnehmen und werden dabei gleitfähig. Bei länger andauernden, starken Regenfällen werden sie wasserübersättigt. Bis zum Zeitpunkt des Bergrutsches hatte man das in Körprich anstehende Gestein geologisch als unterstes Rotliegendes der Kuseler Schichten angesehen. Eine anlässlich des Bergrutsches angefertigte geologische Neuaufnahme des Ortes ergab eine neue stratigraphische Zuordnung: Neben den Kuseler Schichten treten bei Körprich noch die Breitenbacher Schichten und die Heusweiler Schichten auf, die bereits dem obersten Karbon zuzuordnen sind. Die Heusweiler Schichten sind dabei die ältesten. Auf diesen standfesten Schichten steht die Körpricher Michaelskapelle. Die Heusweiler Schichten bestehen aus überwiegend sandigen rötlichen, bräunlichen, teilweise sogar violetten Sedimenten, die aufgrund ihres großen Porenvolumens größere Mengen Wasser aufnehmen können, ohne dass sie gleitfähig werden. Etwa dreißig Meter östlich der Michaelskapelle verläuft eine Schichtverwerfung. Östlich davon treten die jüngeren Breitenbacher Schichten an die Oberfläche. Sie weisen eine Mächtigkeit von 40 bis 50 Metern auf und bestehen vorwiegend aus feinkörnigem, tonigen Material. Etwa in der Mitte dieser Breitenbacher Schichten verläuft ein schmales kohleführendes Flöz von 5 bis 10 Zentimetern Breite. Dieses Flöz stellt einen sogenannten geologischer Horizont dar. Darunter versteht man einen als geringmächtige Schicht verlaufenden Gesteinskörper, der von besonderem geowissenschaftlichen oder bergbaulichem Interesse ist. Leithorizonte sind wichtige Anhaltspunkte bei der geologischen Kartierung eines Gebietes, das sonst zeitlich schwer zuordnungsfähiges Gestein aufweist.
Die tonigen, zum Teil sandig-tonigen Breitenbacher Schichten saugen sich bei starken Regenfällen schnell voll, wodurch sich ihr Gewicht vergrößert und die gleitfähige Tonmasse entlang der hangparallelen Schichtung talwärts in Bewegung gerät. Am östlichen Ortsende von Körprich beginnen die Kuseler Schichten, aus denen auch die Kuppe des Hoxberges besteht. Diese Kuseler Schichten setzen sich aus Sandstein- und Konglomeratzonen zusammen. Im Lauf der Geschichte löste sich Geröll aus dieser Konglomeratzone und rollte den Hang hinunter, wobei es sich mit den Breitenbacher und Heusweiler Schichten vermengte. Aufgrund dessen hatten die Geologen hier ursprünglich und irrtümlich Kuseler Schichten kartiert.
Als im Jahr 1928 die Bebauung der Körpricher Waldstraße begann, wiesen bereits die unregelmäßigen und welligen Oberflächenformen sowie die frischen Abrisse und Stufen am Hang auf die mangelnde Standfestigkeit des Geländes hin. Trotz verstärkter Fundamente und den Einsatz von eisernen Mauerwerksklammern bei den Neubauten traten schon in den 1930er Jahren erste Risse auf und bereits im Jahr 1961 musste ein Wohnhaus abgerissen werden. Doch erst der Bergrutsch von 1965/1966 zeigte, welch ungeheure Kräfte bei einer Gesteinsrutschung freiwerden.

#### Ortserweiterung
In den 1960er Jahren forcierte der Gemeinderat die Erweiterung der Bebauung Körprichs auf dem Gebiet rechts der Prims am Greifelsberg. Hier entstand in den Folgejahren ein neues Wohngebiet, das aufgrund seiner darlehensfinanzierten Bebauung im Volksmund bald den scherzhaften Namen „Hypo-Hügel“ erhielt.

#### Kommunalreform
Am 1. Januar 1974 wurde Körprich in die neugegründete Gemeinde Nalbach eingegliedert.

### 21. Jahrhundert

#### Bergbauschäden
Durch den Kohleabbau der Deutsche Steinkohle AG im Kohlefeld Primsmulde (Drei-Standorte-Konzept der Saarbergwerke AG seit 1988) kam es auch in Körprich zu zahlreichen bergbaubedingten Erdbeben. Aus dem Gebiet Primsmulde Süd förderte das Unternehmen weit mehr als die Hälfte seiner damaligen Kohleförderung im Saarland. Es beschäftigte dort rund 3500 Bergleute.
Im Jahre 2006 versuchte man im Zuge des geplanten Kohleabbaues die gefährdete Hangrutschlage am Hoxberg durch einen 400 m langen Entwässerungskanal und weitere Maßnahmen mit einem Gesamtaufwand in Höhe von 5 Mio. Euro zu sichern.
Mit dem Jahreswechsel 2007/2008 nahm die Häufigkeit der Beben spürbar zu. Am 3. Januar 2008 wurde ein Beben mit der Stärke 3,4 auf der Richterskala gemessen. Die für die Beurteilung der Folgen wichtige Schwinggeschwindigkeit erreichte damals 42,3 Millimeter pro Sekunde. Am 23. Februar 2008 kam es durch einen Einsturz im Abbaufeld Primsmulde Süd zum bisher größten Erdbeben in der Geschichte des Saarlandes. In einer Tiefe von 1.500 Metern mit dem Epizentrum Bilsdorf erreichte das Beben eine Stärke von 4,0. Die Schwinggeschwindigkeit des Gesteins erreichte bis zu 93,5 Millimeter pro Sekunde. Nach Angaben der Polizei in Saarbrücken kam es zu Sachschäden an Gebäuden. Das Beben war im ganzen Landkreis Saarlouis zu spüren. Die bereits seit geraumer Zeit laufenden Protestbewegungen gegen den Kohleabbau in der Primsmulde erreichten unmittelbar darauf ihren Höhepunkt. Daraufhin wurde am 23. Februar 2008 von der saarländischen Landesregierung unter Ministerpräsident Peter Müller für das Bergwerk Saar ein Abbaustopp verfügt. Am 30. Juni 2012 endete die Steinkohleförderung im Bergwerk Saar und damit nach mehreren Jahrhunderten die Steinkohleförderung im Saarland.
Am 15. September 2014 kam es im Primstal zu einem bergbaubedingten Erdbeben der Stärke 2,7, das auch in Körprich als explosionsartiger Knall zu spüren war. Das Epizentrum lag im Gebiet zwischen Saarwellingen und Bilsdorf. Vorwürfe, die Erschütterung sei eine Folge des Grubenwasseranstiegs, wies die RAG allerdings zurück. (Am stärksten war das Beben nach Angaben der RAG in Saarwellingen mit einer Schwinggeschwindigkeit von rund 3,6 Millimetern pro Sekunde. Die Schwinggeschwindigkeit am Schacht Primsmulde lag bei 7,5 Millimetern pro Sekunde.) Die Ursache des Bebens wurde im Bereich des ehemaligen Abbaugebietes Primsmulde in einer Tiefe von etwa 1400 Metern lokalisiert.

## Politik

### Ortsvorsteher
Der Ortsvorsteher von Körprich ist Thomas Klesen.

### Ortsrat
Nach den Kommunalwahlen vom 7. Juni 2009 ergab sich die folgende Sitzverteilung im Ortsrat: Die Mehrheit besitzt die SPD mit 57,5 % (6 Sitze). Es folgen CDU mit 33,8 % (4 Sitze) und FDP mit 8,7 % (1 Sitz).
Danach gab’s keine Wahlen mehr.

### Wappen
Das frühere Gemeindewappen wurde aus den fünf Wappen der ehemaligen Territorialherren von Körprich gebildet.
- Der goldene Pfälzer Löwe, rechtsgewendet, rotbekrönt, -bezungt und -bewehrt für die Kurpfalz
- Das Wappen des Herzogtums Lothringen zeigt in Gold einen roten Schrägrechtsbalken, der mit drei silbernen Alérion (gestümmelten Adlern) belegt ist.
- Ein roter Zickzackbalken in Gold, überragt von durchgehendem, vierlätzigem, blauen Turnierkragen der Herren von Siersberg-Dillingen
- Ein rotes Balkenkreuz in Silber des Erzstiftes Trier als Zentrum des Körpricher Wappens
- Ein roter Balken in Gold, begleitet oben von neun und unten von sechs roten Schindeln der Freiherren von Hagen zu Motten

Die einzelnen Wappenbestandteile befinden sich auch auf einem Wappenband an der Portalinnenwand der Körpricher Michaelskapelle.

## Kirche

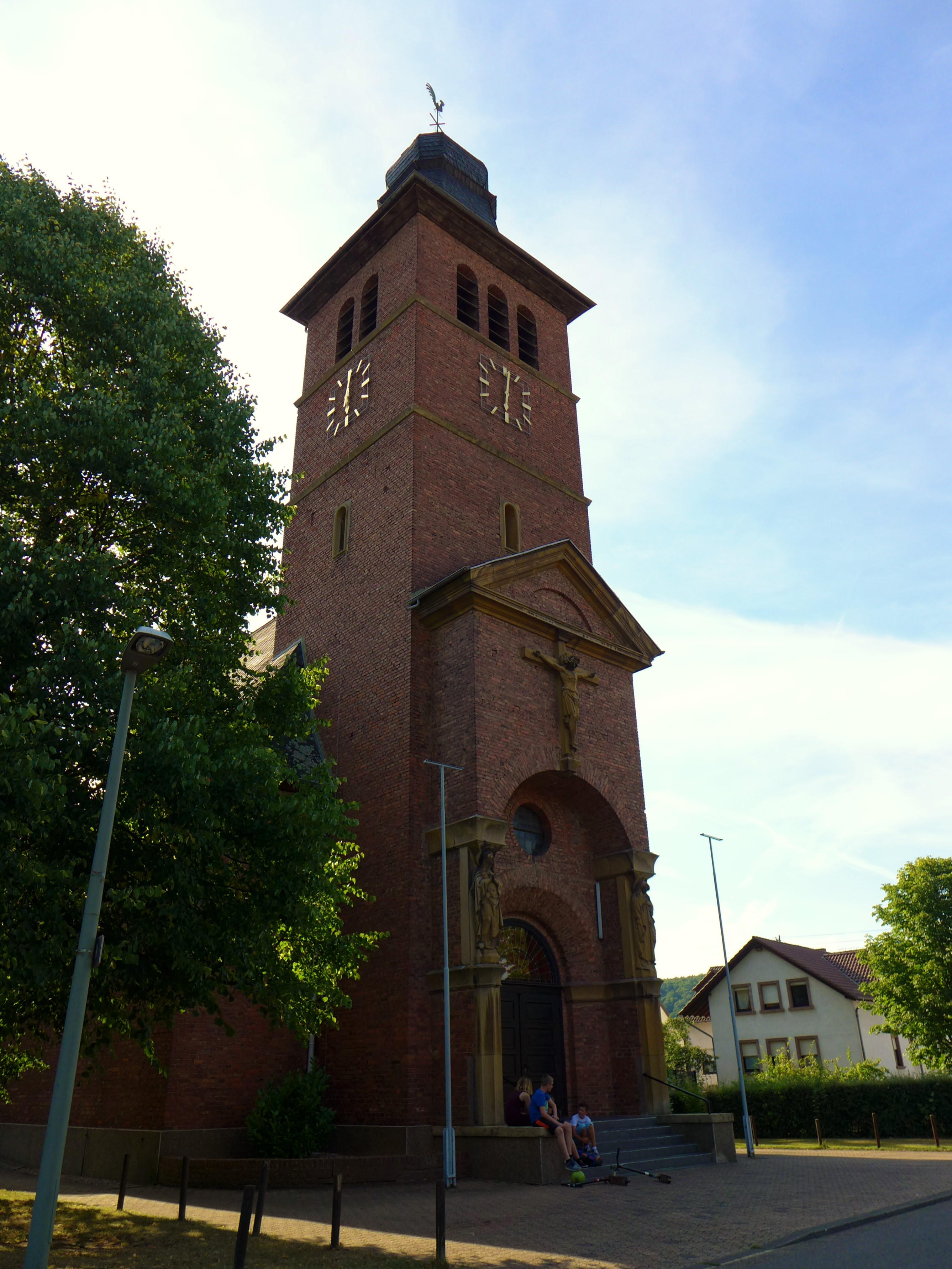
St.-Michaels-Kirche in Körprich

In Körprich befinden sich zwei Sakralbauten: Die Pfarrkirche St. Michael und die Michaelskapelle. Letztere steht unter Denkmalschutz.

## Friedhöfe

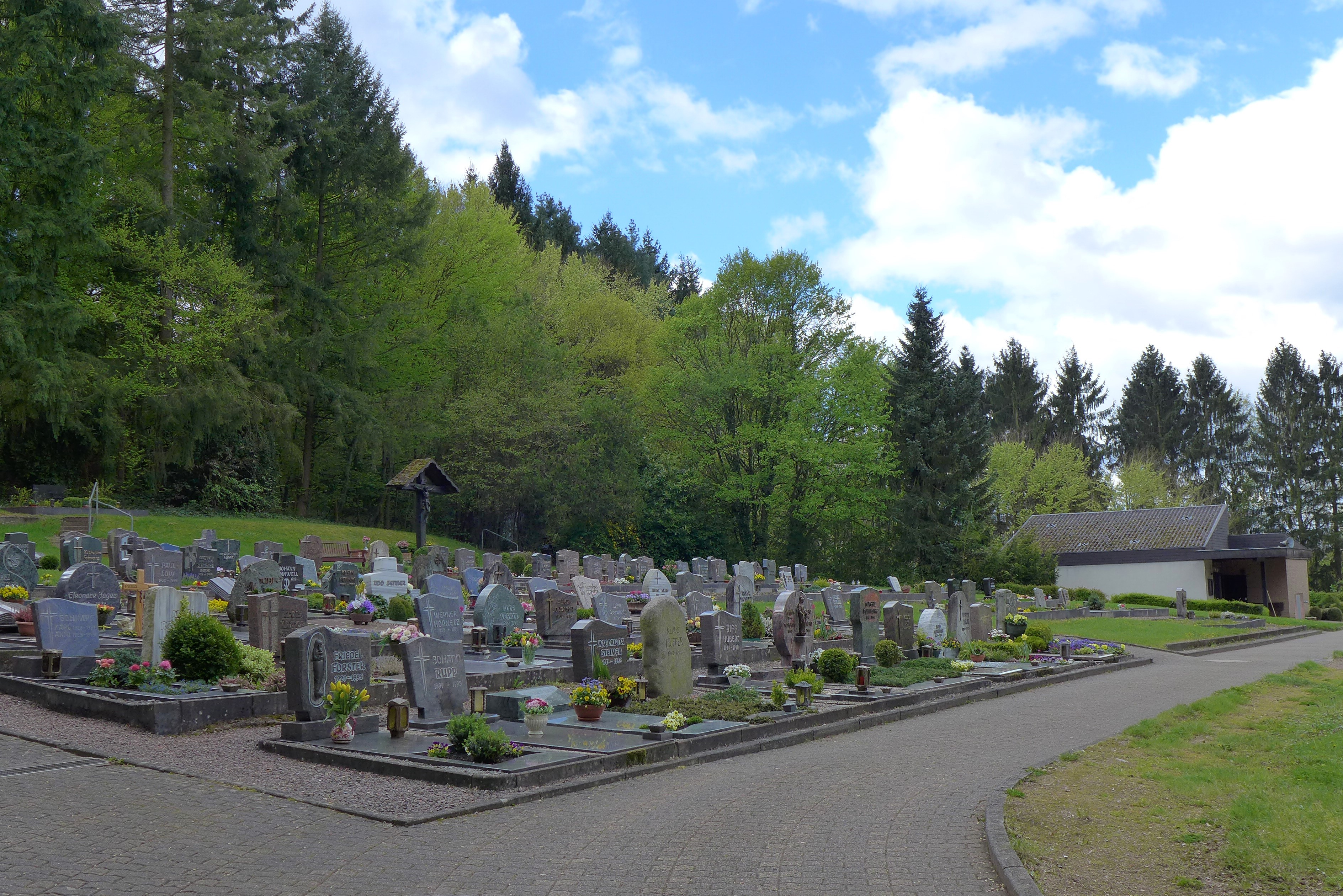
Friedhof in Körprich

Im Mittelalter wurden alle Toten des Dorfes Körprich auf dem Nalbacher Kirchhof bestattet. Bestattungen bei der Körpricher Michaelskapelle gab es erstmals in den Jahren 1695 bis 1705, als Körprich, das von allen Nalbacher Talgemeinden am weitesten von der Nalbacher St. Peter und Paul entfernt lag, kirchlich eine größere Selbständigkeit gegenüber Nalbach anstrebte. Als im Jahr 1762 die gotische Nalbacher Kirche zugunsten eines barocken Neubaues abgerissen wurde und der Nalbacher Kirchhof deshalb nicht belegbar war, wurden für vier Wochen alle Toten des Nalbacher Tales auf dem Kirchhof der Körpricher Kapelle beerdigt. Anschließend benutzte man aber wieder den Nalbacher Kirchhof bis zum Jahr 1867. Ein Plan, die Toten von Körprich und Bilsdorf auf einem gemeinsamen Friedhof zu begraben, scheiterte im Jahr 1866. Daraufhin belegte man in Körprich wieder den Friedhof um die Körpricher Michaelskapelle. Nachdem der Friedhof im Jahr 1915 aus Platzgründen nicht mehr neu belegt werden konnte, richtete man einen neuen Friedhof an der Lebacher Straße ein. Hier wurde im Jahr 1973 eine Leichenhalle zur Aufbahrung der Toten gebaut, die bis dato drei Tage in den Stuben der Wohnhäuser aufgebahrt lagen. Im Jahr 1949 ebnete man nahezu alle Gräber des Kirchhofes um die Michaelskapelle ein. Dabei wurden auch die historischen Grabsteine zerstört.

## Schule
Im Jahr 1618 wurde im Nalbacher Tal durch Wilhelm Marzloff von Braubach die Einrichtung einer Schule mit Schulmeister verordnet.
Im Gefolge der Neuordnungen der Französischen Revolution wurden in allen Teilgemeinden des Nalbacher Tales eigene Schulen eingerichtet, die jedoch im Vergleich zu heutigen Verhältnissen eher behelfsmäßigen Charakter hatten. Mit dem Übergang des Nalbacher Tales an das Königreich Preußen im Jahr 1816 wurde offiziell die allgemeine Schulpflicht eingeführt. Im Jahr 1818 richtete man in Trier ein erstes Lehrerseminar ein und es wurden Pfarrschulinspektoren ernannt. Für die Bürgermeistereien auf der rechten Saarseite war dies der Nalbacher Pfarrer Matthias Kimmer.
Der mündlichen Überlieferung nach soll zu Beginn des 19. Jahrhunderts ein ehemaliger Soldat in einem Haus unterhalb der Körpricher Michaelskapelle Unterricht gegeben haben, wofür er von den Einwohnern freie Kost und Logis erhielt. Sein Nachfolger war der Körpricher Einwohner Nikolaus Puhl, der im Jahr 1816 in Trier einen Lehrgang für Lehramtskandidaten absolvierte und seit dem Jahr 1820 als Lehrer in den Standesamtsregistern verzeichnet war.
Die Gemeinde ließ im Jahr 1861 ein erstes eigenes Schulhaus an der Kapellenstraße errichten (abgebrochen im Jahr 2016), in dem die Körpricher Kinder gegen die Zahlung von Schulgeld bis zum Jahr 1892 einklassig unterrichtet wurden. Ein zweites Schulhaus baute man im Jahr 1906 an der Bahnhofstraße. In beiden Häusern wurde bis zum Jahr 1956 unterrichtet. Ein modernes Schulgebäude wurde in den Jahren 1951–1956 direkt neben der Pfarrkirche St. Michael gebaut, sodass die beiden früheren Schulgebäude in den Jahren 1957 und 1960 öffentlich versteigert wurden.
Seit dem Jahr 1970 schulte man die Klassen 7 bis 9 in der Hauptschule in Nalbach ein; seit 1972 auch die Klassen 5 und 6. Die Klassenstufen 1 bis 4 verblieben als Grundschule in Körprich. Nachdem im Jahr 1976 die Grundschule in Bilsdorf wegen zu geringer Schülerzahlen aufgelöst worden war, unterrichtete man die Bilsdorfer Kinder auch in der Körpricher Schule. Zum Ende des Schuljahres 2007/2008 wurde auch die Körpricher Grundschule geschlossen und eine neu errichtete zentrale Grundschule für die ganze Gemeinde in Nalbach eröffnet. Das ehemalige Grundschulgebäude in Körprich beherbergt nun die katholische Kindertageseinrichtung St. Michael Nalbach-Körprich.
Im Treppenhaus des Schulgebäudes Körprich nimmt ein Wandbild in Sgraffito-Technik (ca. 5 × 2,80 m) des im Jahr 1958 aus Oberschlesien übergesiedelten Kirchenmalers Arnold Mrziglod (1921–1984) Bezug auf das Patrozinium von Kirche und Kapelle in Körprich. Dargestellt ist der Erzengel Michael mit weiten Flügeln, gesenktem Flammenschwert in seiner Linken und emporschwingendem roten Mantel. Das Flammenschwert ist als Kreuz gestaltet, aus dem Flammenzungen schlagen, und bezieht sich auf den in der Apokalypse des Johannes geschilderten Höllensturz Luzifers (Offb 12,7-9 ). Die Rechte des Hl. Michael weist nach oben auf einen kreuzförmig strahlenden Himmelskörper als Symbol der göttlichen Wahrheit. Ein zackenartiges Band im Vordergrund stellt abstrahierend die Bewaldung des Körpricher Hoxberges dar. Schützend weitet sich ein Flügel des Erzengels über der im Jahr 1332 urkundlich ersterwähnten Körpricher Kapelle, der der Blick des Erzengels zugewandt ist. Die Darstellung hebt sich in gedämpftem Braun, Grün, Gelb und Schwarz von dem weißen Hintergrund der Wandfläche ab. Schwungvolle Kurven- und Kreisformen der Linien und Flächen lassen das Bild zugleich filigran, kraftvoll und dynamisch erscheinen.

## Söhne und Töchter von Körprich
- Leo Montada, (* 18. März 1938), Psychologe und Hochschullehrer, Sohn des Körpricher Schulleiters Alois Montada[37]
- Josef Schmidt (* 27. Januar 1949), römisch-katholischer Theologe und Hochschullehrer

## Weitere Persönlichkeiten
- Leo Montada, (* 29. Januar 1891 in Kochern / Kreis Forbach; † 28. Februar 1927 in Garmisch-Partenkirchen; bestattet in Körprich)[38][39] Erbauer der Körpricher Kirche St. Michael durch die Architektengemeinschaften Prior & Casel sowie Becker & Falkowski im Jahr 1926, Bruder von Alois Montada[40]
- Alois Montada, (* 21. Juli 1899 in Metz; † 8. April 1990 in Körprich), Amtsbürgermeister der Gemeinde Nalbach (1945–1949) und später Rektor der Katholischen Volksschule Körprich (1949–1965), Vater des Psychologen Leo Montada[37]
- Johann Jakob Woll, (* 31. März 1899 in Wemmetsweiler; † 18. September 1985 in Dillingen/Saar), Pfarrer und Ehrenbürger in Körprich[41]
- Sabine Weyand (* 1964), deutsche Beamtin der Europäischen Union
- Pascal Meiser (* 1975), Mitglied des Deutschen Bundestages (Die Linke)